# Houshou Marine
Houshou Marine (宝鐘マリン) là một YouTuber ảo người Nhật Bản liên kết với Hololive Production. Cô là thành viên của Thế hệ thứ 3 của Hololive Japan, "hololive Fantasy". Vào ngày 10 tháng 1, 2024, cpp đã đạt được 3,01 triệu người đăng ký trên kênh YouTube của mình, điều này khiến cô trở thành VTuber Nhật Bản có nhiều lượt đăng ký kênh nhất trên YouTube, vượt qua Kizuna AI. Cô là VTuber có số lượt đăng ký nhiều thứ hai toàn cầu trên YouTube chỉ sau Gawr Gura của Hololive English ở hầu hết các số liệu.

## Sự nghiệp
Houshou Marine ra mắt công chúng vào ngày 11 tháng 8, 2019 và là thành viên cuối cùng của hololive Fantasy ra mắt, sau Usada Pekora, Uruha Rushia, Shirogane Noel và Shiranui Flare. Her official character bio states that she calls herself the Captain ("Senchou") of the Houshou Pirates, but she doesn't actually own a ship—meaning she is only a cosplayer. Her Live2D avatar was designed by Akasa Ai and rigged by Ilie Tou.
Having her interest in VTubers piqued by Kaguya Luna, one of the early pioneers of VTubing, she started entertaining the thought of becoming a VTuber herself after becoming a fan of Nijisanji's Tsukino Mito. Marine cites Shirakami Fubuki and Minato Aqua as inspirations for her decision to audition for Hololive.
Marine's streams often includes chatting, drawing, singing, and playing video games. Her chatting streams are noted for her fast-paced delivery and diverse repertoire of topics which ranges from TV shows she watched as a child, Internet culture, otaku knowledge about anime and manga from the 90s and 00s, Internet memes, and so on. Despite her official age being 17, she is often treated as a mature woman by viewers because of the dated topics she frequently talks about.
Noted for her skills as a digital artist, Marine sometimes draws on stream and posts her drawings on Twitter. She also actively discusses topics such as browsing adult-oriented doujinshi magazines and talks at length about searching for images of that manner in her streams.
Vào tháng 12 năm 2023, Houshou Marine biểu diễn tại FNS Music Festival tổ chức thường niên bởi Fuji TV; điều này khiến cô trở thành VTuber đầu tiên được mời tới chương trình này.

## Hoạt động

### Internet radio
- hololive presents V no Sukonna Otakatsu Nandawa (ホロライブpresents Vのすこんなオタ活なんだワ！) (6 tháng 5, 2020 – 27 tháng 3, 2024, HiBiKi Radio Station)[11][12]
- Hologoe! (ホロごえっ！) (15 tháng 4, 2024 – nay, Abema)[13]

### Trò chơi điện tử
- World of Warships (2020)[14]
- Neptunia Virtual Stars (2020)
- Touhou Spell Bubble (2020)
- Rakugaki Kingdom (2021)
- Caravan Stories (2021)
- Aquarium (2022)[15]
- Yo-kai Watch: Wibble Wobble (2022)
- Valkyrie Connect (2023)[16]
- Cubic Stars (2023)
- Truth of Beauty Witch -Marine's treasure ship- (2023)[17]
- White Cat Project (2024)

### Phim
- Ghostbusters: Frozen Empire (2024), lồng tiếng Nhật[18]

### Sách
- Houshou Marine Fanbook & Comic Anthology #TreasurePirate'sLog (宝鐘マリン ファンブック&コミックアンソロジー #お宝海賊日誌), xuất bản năm 2022, ISBN 9784049142075.[19]
- Shirogane Noel & Houshou Marine 1st Photo Book: Double Date (白銀ノエル＆宝鐘マリン 1st PHOTO BOOK ふたりデート), xuất bản năm 2023, ISBN 978-4299034335.[20]

## Danh sách đĩa nhạc

### Đĩa đơn
| Tên bài hát | Ngày phát hành   | Ghi chú                                                              |
| --- | ---------------- | -------------------------------------------------------------------- |
| "Ahoy!! We are Houshou Pirates" (Ahoy!! 我ら宝鐘海賊団☆)                                                                                                   | 12 tháng 8, 2020 |                                                                      |
| "Unison" | 12 tháng 8, 2021 |                                                                      |
| "Marine Set Sail!!" (マリン出航!!) | 28 tháng 4, 2022 |                                                                      |
| "I'm Your Treasure Box * You have found captain Marine in a treasure chest" (I'm Your Treasure Box ＊あなたは マリンせんちょうを たからばこからみつけた。) | 31 tháng 6, 2022 |                                                                      |
| "Bishoujyo Muzai♡Pirates" (美少女無罪♡パイレーツ) | 31 tháng 7, 2023 |                                                                      |
| "Roman Hikō" (浪漫飛行) | 9 tháng 8, 2023  | Một phần của album tưởng nhớ bài hát "Roman Hikō" của Kome Kome Club |

### Tác phẩm kết hợp

#### Đĩa đơn kỹ thuật số
| Tên bài hát                                                              | Ngày phát hành    | Nhóm                                                            | Hãng thu     | Ghi chú |
| ------------------------------------------------------------------------ | ----------------- | --------------------------------------------------------------- | ------------ | --- |
| "Daily Diary" (でいり〜だいあり〜！)                                     | 21 tháng 1, 2021  | hololive IDOL PROJECT                                           | cover corp.  | Hát cùng với Sakura Miko, Natsuiro Matsuri, Oozora Subaru và Shirogane Noel                                                              |
| "Dreaming Days"                                                          | 11 tháng 2, 2021  | hololive IDOL PROJECT                                           | cover corp.  | Hát cùng với Shirakami Fubuki, Natsuiro Matsuri, Murasaki Shion, Nakiri Ayame, Yuzuki Choco, Oozora Subaru, Usada Pekora và Amane Kanata |
| "Gimme Ginmi virtual Saiko star!!!!" (Gimme吟味virtuaる最高star！！！！) | 25 tháng 2, 2021  | Sakura Miko, Shirakami Fubuki, Natsuiro Matsuri, Houshou Marine | sasakuration | Bài hát chủ đề của lễ kỷ niệm 2 năm Groove Coaster: Wai Wai Party!!!! phiên bản Nintendo Switch                                          |
| "Domination! All the World Is an Ocean" (浸食!! 地球全域全おーしゃん)    | 19 tháng 9, 2021  | UMISEA                                                          | cover corp.  | Hát cùng với Minato Aqua, Ninomae Ina'nis và Gawr Gura                                                                                   |
| "Interact Fantasia" (いんたらくとふぁんたじあ)                           | 22 tháng 11, 2021 | hololive Fantasy                                                | cover corp.  | Hát cùng với Usada Pekora, Uruha Rushia, Shiranui Flare và Shirogane Noel                                                                |
| "Happiness World"                                                        | 25 tháng 2, 2022  | BABACORN                                                        | cover corp.  | Hát cùng Shirakami Fubuki |
| "Tonde K! hololive summer" (飛んでK！ホロライブサマー)                   | 19 tháng 8, 2022  | hololive IDOL PROJECT                                           | cover corp.  | |
| "hololive ondo" (ホロメン音頭)                                           | 19 tháng 8, 2022  | hololive IDOL PROJECT                                           | cover corp.  | |
| "It Comes Ryuuu And It Goes Kyuuu" (りゅーーっときてきゅーーっ!!!)       | 29 tháng 8, 2022  | UMISEA                                                          | cover corp.  | Hát cùng với Minato Aqua, Sakamata Chloe, Ninomae Ina'nis và Gawr Gura                                                                   |
| "UMISEA no SACHIHAPPY!" (うみシーのさちハピ！)                           | 3 tháng 5, 2023   | UMISEA                                                          | cover corp.  | Hát cùng với Minato Aqua, Sakamata Chloe, Ninomae Ina'nis và Gawr Gura                                                                   |
| "Aventure Holic" (アバンチュール♡ホリック)                               | 30 tháng 7, 2023  | hololive IDOL PROJECT                                           | cover corp.  | Bài hát chủ đề thứ hai của Hololive Summer 2023                                                                                          |
| "Ocean wave Party☆Live" (おーしゃんうぇーぶ・Party☆らぃ)                 | 14 tháng 8, 2023  | UMISEA                                                          | cover corp.  | Hát cùng với Minato Aqua, Sakamata Chloe, Ninomae Ina'nis và Gawr Gura                                                                   |
| "SHINKIRO"                                                               | 13 tháng 11, 2023 | GuraMarine                                                      | cover corp.  | Hát cùng vơi Gawr Gura |
| "BridalDream" (ブライダルドリーム)                                       | 16 tháng 12, 2023 | Usada Pekora, Houshou Marine                                    | cover corp.  | Nằm trong album Holohoneygaoka High School -Originals-, sự hợp tác giữa Hololive và HoneyWorks.                                          |
| "pipapo☆pipipu" (ピパポ☆ピピプ)                                          | 21 tháng 3, 2024  | BABACORN                                                        | cover corp.  | Hát cùng với Shirakami Fubuki |
| "Reality Fantasy"                                                        | 31 tháng 3, 2024  | hololive Fantasy                                                | cover corp.  | Hát cùng với Usada Pekora, Shiranui Flare và Shirogane Noel                                                                              |

#### Album
| Tựa đề                               | Ngày phát hành    | Hãng thu              | Ghi chú                                                                                   |
| ------------------------------------ | ----------------- | --------------------- | ----------------------------------------------------------------------------------------- |
| #GENSOKYOholoism (#幻想郷ホロイズム) | 10 tháng 7, 2020  | COOL&CREATE           | Album nhạc dōjin của Touhou Project                                                       |
| Poppin Kiss (ぽっぴんキッス)         | 27 tháng 11, 2020 | Giga                  | Album bài hát cover của dự án kỷ niệm 20 năm I've Sound. Marine góp giọng trong 2 ca khúc |
| Yoake no Uta (夜明けのうた)          | 6 tháng 9, 2023   | Universal Music Japan | Một phần của dự án Hololive's Blue Journey                                                |